# پادگان رادار دوربرد اولیکتوک
پادگان رادار دوربرد اولیکتوک (به انگلیسی: Oliktok Long Range Radar Site)، یک فرودگاه نظامی است که یک باند فرود شن دارد و طول باند آن ۱۲۱۹ متر است. این فرودگاه در کشور ایالات متحده آمریکا قرار دارد .